# Gomme-gutte

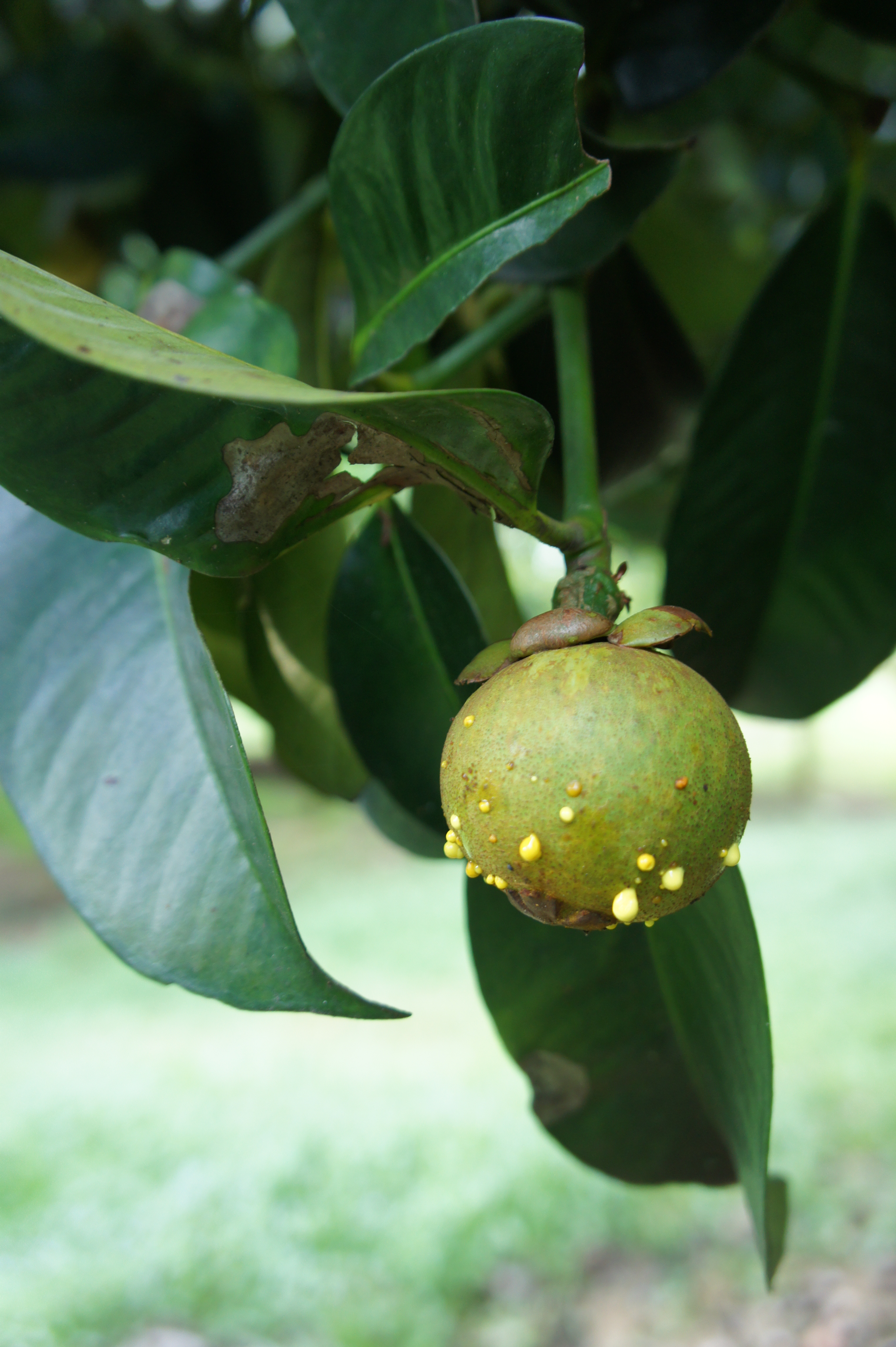
Le suc produit par le mangoustanier donne la gomme-gutte en séchant.

La gomme-gutte, résine gutte ou jaune du Cambodge est un pigment jaune tirant sur l'orangé, produit à partir de résine d'espèces de la famille des Clusiaceae ou des Garciniées (PRV1). Elle fut aussi utilisée en pharmacie. La gomme-gutte servit à Jean Perrin pour la détermination exacte du nombre d'Avogadro en 1926 par l'étude du mouvement brownien.
Rapportée de Chine en 1603, elle fut d'abord employée, comme en Extrême-Orient, comme purgatif, puis rapidement utilisée par les peintres.
La gomme-gutte ((en) gamboge) est le pigment naturel NY24 du Colour Index. Ce n'est pas à proprement parler un pigment, elle est soluble dans l'alcool  (PRV1). Elle est surtout utilisée en couleur à l'eau. C'est un des ingrédients, avec le bleu de Prusse ou l'indigo, du vert de Hooker (Ball 2010). D'autres jaunes, synthétiques et moins onéreux, comme le jaune de Hansa PY65, sont également vendus sous ce nom.

## Nuanciers
Le Répertoire de couleurs de la Société des chrysanthémistes, de 1905, donne quatre tons de gomme-gutte.
La dénomination de gomme-gutte se trouve en couleurs d'aquarelle : aquarelle nuance de gomme-gutte, aquarelle gomme gutte, 517 gomme gutte.